# Kweekschool voor Zeevaart (Leiden)

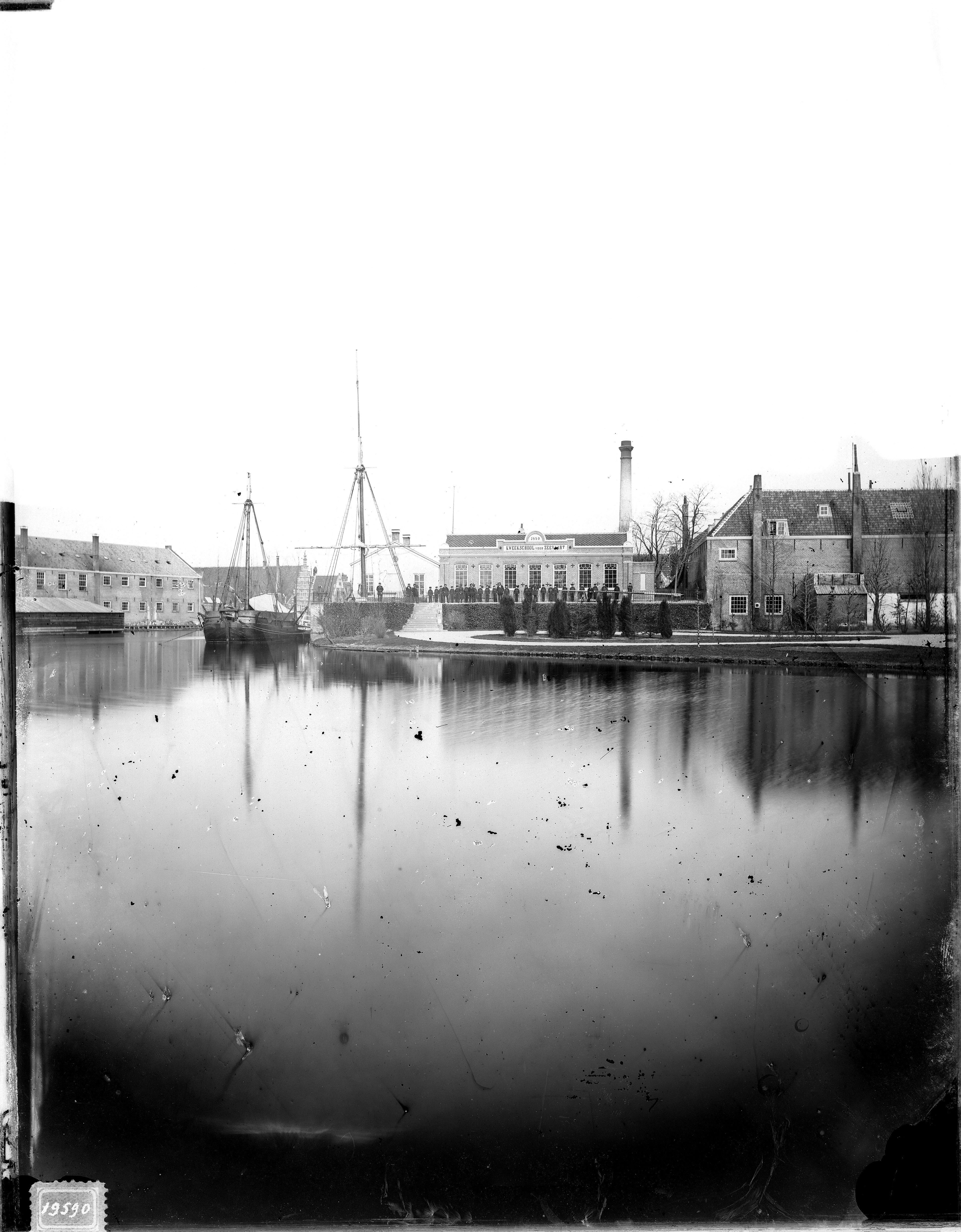
De Kweekschool voor Zeevaart in 1859

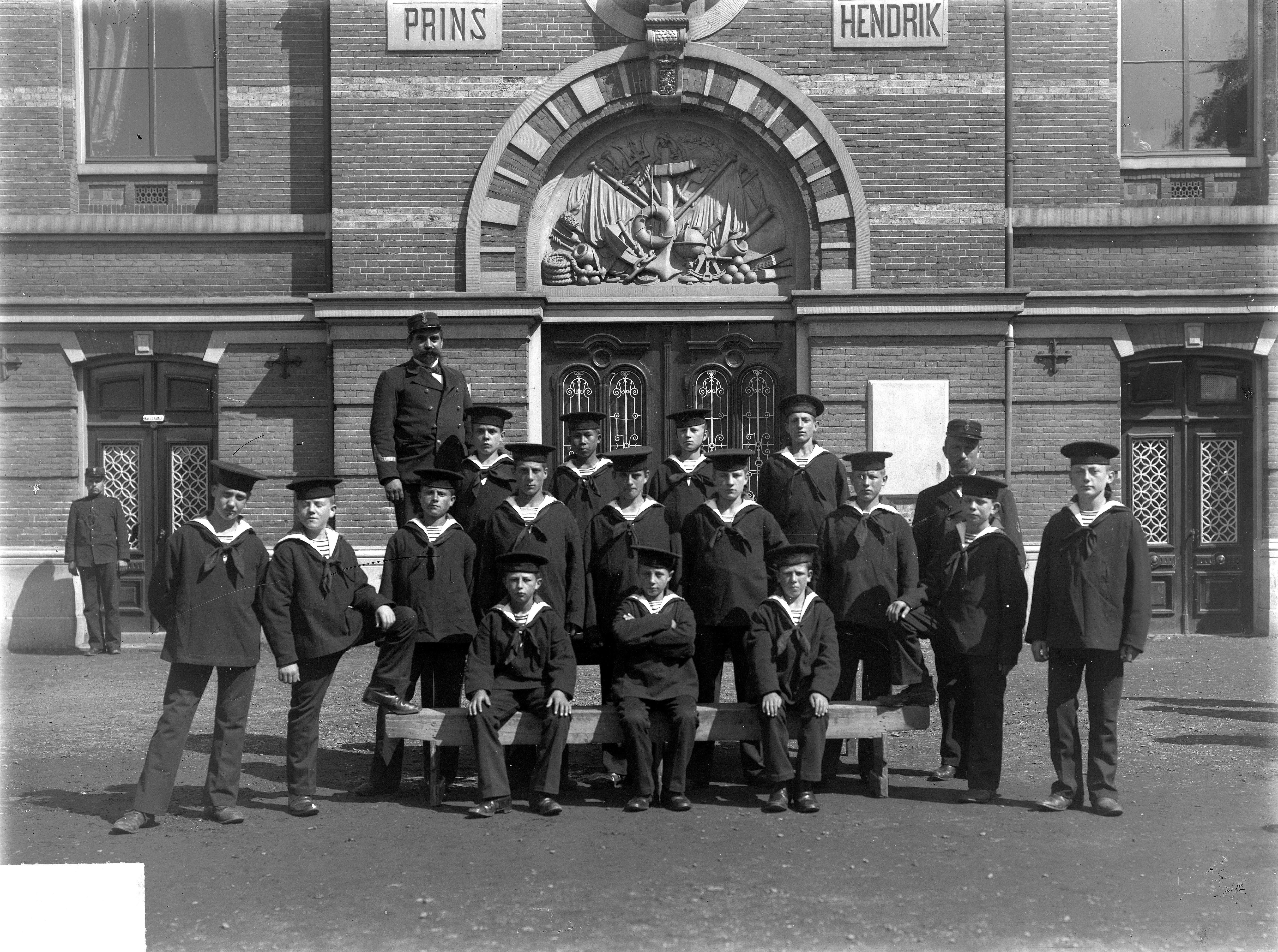
Leerlingen van de Kweekschool voor Zeevaart, eind 19e eeuw

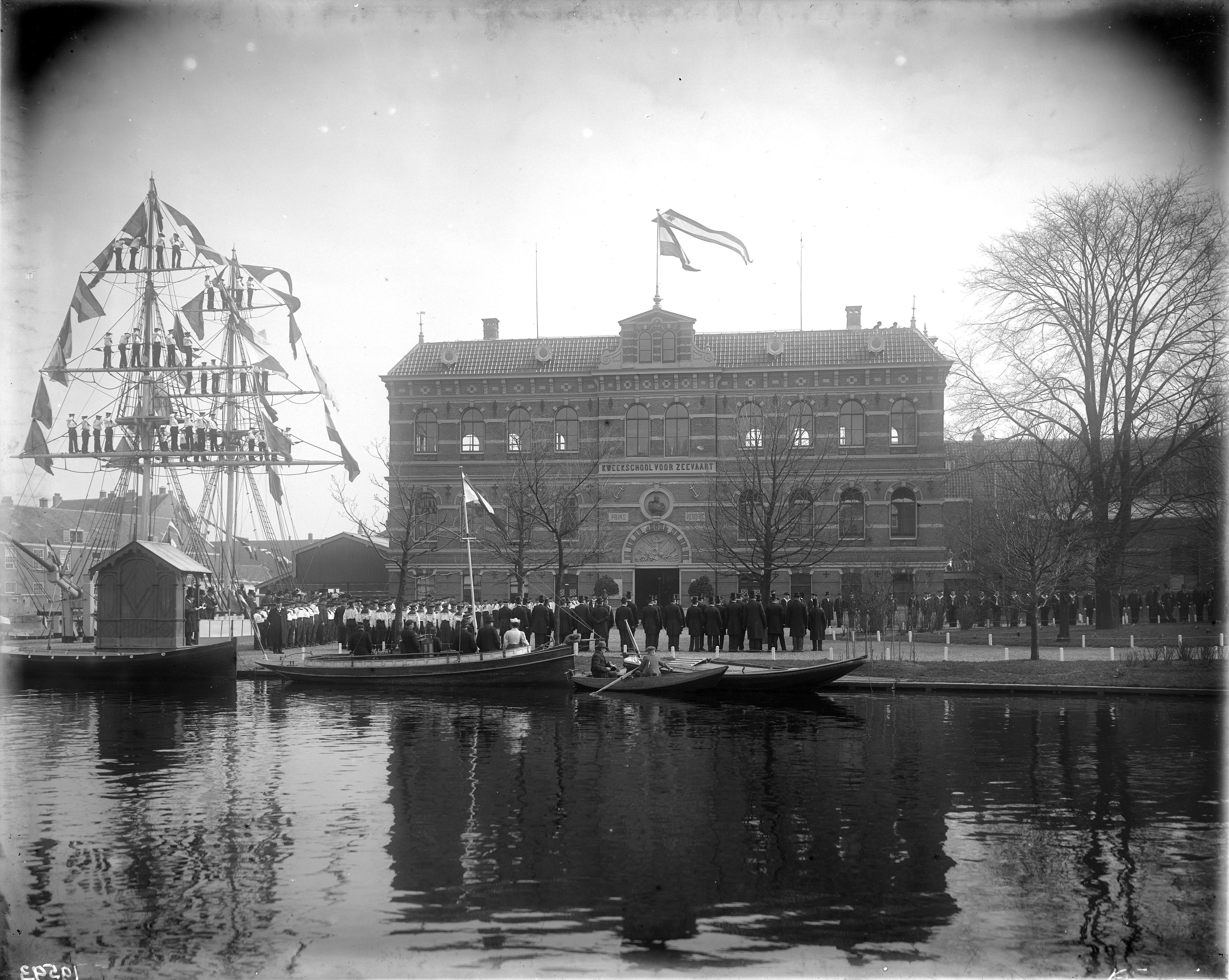
Zeevaartschool in Leiden met het Galgewater op de voorgrond, eind 19e eeuw

De Kweekschool voor Zeevaart in de Nederlandse stad Leiden was tussen 1855 en 1914 een opleidingsinstituut voor de laagste rangen bij de Koninklijke Marine en tevens de naam van de gebouwen waarin deze opleiding was gehuisvest. Tegenwoordig wordt vooral het in 1879 opgeleverde hoofdgebouw - met de naam "Kweekschool voor Zeevaart" prominent op de voorgevel - als zodanig aangeduid. Dit pand is gelegen op de hoek tussen het Noordeinde, de Witte Singel en het Galgewater en is een rijksmonument dat in 2003 ten behoeve van een moderne herbestemming grondig werd gerenoveerd.

## Opleiding
De particuliere instelling onder de naam "Kweekschool voor Zeevaart" werd in 1855 opgericht op voorspraak van Prins Hendrik. Zijn borstbeeld - een geschenk van de Leidse burgerij - is in 1879 boven de hoofdentree van het nieuwe hoofdgebouw geplaatst. Een commissie vormde het bestuur over de instelling, die werd ondersteund door een vereniging. Het doel was jongens uit behoeftige families via een baan bij de marine een kans in de maatschappij te geven en tegelijkertijd de personeelsvoorziening van de marine een impuls te geven. De kweekschool was daarmee van een geheel andere signatuur dan de Kweekschool voor de Zeevaart (mèt lidwoord) in Amsterdam, die opleidde voor het middelbaar en hoger kader bij de marine.
Blijkens artikel 31 van de statuten uit 1855 werden de kwekelingen onderwezen en geoefend [...] in uiteenlopende zaken, zoals daar waren: de kennis van de benodigde gereedschappen aan boord, de kennis van de ‘glazen en wachten’, het schoonschip maken, het knopen, het splitsen, het enteren, het roeien en pagaaien en niet te vergeten de kennis van de verschillende rangen aan boord van ’s Rijks oorlogschepen. Voor de praktijklessen beschikte de school over twee oefenmasten en een door de Minister van Marine beschikbaar gestelde kanonneerboot.
De opleiding werd ondergebracht in een pand bij de Witte Poort aan het Galgewater. Aanvankelijk woonden de jongens thuis, pas vanaf 1859 ging met de opening van een nieuw gebouw de wens van een internaat in vervulling. In 1879 werd dit pand nog eens uitgebreid met het huidige hoofdgebouw.
De kwekelingen werden lokaal ook wel aangeduid als de Jantjes van Leiden, wat geen negatieve betekenis had, in tegenstelling tot het gezegde waar Jan van Leiden zijn naam aan heeft gegeven zich ergens met een jantje-van-leiden van afmaken. Op de school bestond een strenge tucht en werden goede matrozen afgeleverd.

## Later gebruik door het Rijk
In 1914 kwam er een einde aan de kweekschool in de betekenis dat er een opleiding voor de lagere marine-rangen was gevestigd. Maar omdat het pand eigendom was van het Rijk en ter beschikking van de marine stond, bleef het marine-gerelateerde gebruik bestaan. In 1914 werd het gebouw in gebruik genomen als vooropleiding voor leerling-officieren bij de Koninklijke Marine. Vanaf 1922 tot 1932 was er een opleiding voor zeemiliciens (kustwacht-soldaten) ondergebracht. Tijdens de Tweede Wereldoorlog was het gebouw gevorderd door de Duitse Wehrmacht.
Na de oorlog bood het pand eerst onderdak aan het hoofdkwartier van de Mijnenopruimingsdienst (MOD). Nadat deze in 1948 naar Den Helder was verhuisd, vestigde de marine de Sociaal Medische Dienst in het gebouw. Toen die in 1973 vertrok, kwam er een einde aan het militair gebruik.

## Gebouw
Het hoofdgebouw is in 1878-79 gebouwd in eclectische neorenaissancistische stijl naar een ontwerp van C. Blansjaar en P.C. Lancel. De plek is een voormalig bolwerk, waar in de 17e eeuw de molen van de familie van Rembrandt van Rijn gestaan zou hebben.
Het gebouw maakt sinds 1981 deel uit van het Rijksbeschermd gezicht Leiden. In 2000 werd het aangewezen als rijksmonument. In 2002-2003 werd het grondig gerenoveerd en sindsdien biedt het onderdak aan een advocatenkantoor.
De oorspronkelijke indeling van het gebouw was voor een belangrijk deel geïnspireerd op de indeling van een schip. Zo heeft de kap de vorm van een omgekeerde kiel. En doordat de kwekelingen sliepen in hangmatten konden de vertrekken snel van gebruik wisselen: eetzaal, slaapzaal of recreatiezaal.
Het in 1885 bij de school opgetrokken ontspanningslokaal is inmiddels gesloopt, evenals het in 1914-1915 gebouwd bijgebouw met gymnastieklokaal. Op de hoek van Weddesteeg en Galgewater staat nog de voormalige ziekenboeg die hoorde bij de kweekschool. Het pand is nu in gebruik als woonhuis.